# Oie tchèque
L'oie tchèque (Česká husa) est une race d'oie domestique originaire de Bohême dans l'actuelle République tchèque. C'est une race de petite à moyenne taille.

## Histoire
L'oie tchèque est une race tchèque originale rustique et résistante aux intempéries qui était très répandue dans les terres de Bohême et aussi de Moravie sous forme pure jusque dans les années 1870. Elle était élevée pour la qualité de sa viande et pour ses plumes abondantes. Elle est issue de l'oie cendrée. Dans les années 1870, la race a été croisée avec des oies à la masse beaucoup plus importante (oie d'Emden, oie de Toulouse et oie de Poméranie) afin d'augmenter ses capacités de production de viande, mais cela n'a pas apporté les résultats escomptés, et en outre cela a réduit la qualité des plumes. Cependant 50 000 oies étaient exportées chaque année en Bavière et 1 000 tonnes de plumes étaient exportés chaque année en Allemagne, en France, en Suisse et en Hollande dans la seconde moitié du XIXe siècle. Le standard officiel de cette race a été fixé dans les années 1930, grâce à des oies restées pures demeurées dans l'ouest de la Bohême et épargnées par les races étrangères d'oies.

## Description
L'oie tchèque de couleur blanche pèse 5-6 kg (pour le jars) et 3,5-5 kg (pour l'oie). La femelle pond de 15 à 20 œufs pesant 120 grammes, uniquement de couleur blanche. Il existe aussi une variété huppée de l'oie tchèque. Son baguage est de 24 mm pour les deux sexes.